# کامل بهائی
کامل بهائی اثر عمادالدین حسن بن علی طبری از فقیهان و متکلمان سدهٔ هفتم هجری است. او این کتاب را برای قدردانی از بهاءالدین صاحب دیوان تألیف و به نام او کرده‌است. زبان کتاب فارسی است. موضوع کتاب دربارهٔ امامت، سقیفه و مقتل حسین بن علی است.